# Works in Progress
Works in Progress es un álbum recopilatorio de la banda estadounidense de rock progresivo Kansas y fue lanzado en 2006.  La discográfica Compendia Music Group lo publicó en EE. UU., mientras que la compañía Smith & Co. Sound & Vision B.V. realizó lo mismo pero en el continente europeo.
Esta recompilación está integrada por un disco compacto más un DVD, los cuales contienen canciones de los álbumes de estudio Freaks of Nature, Always Never the Same y Somewhere to Elsewhere, así como los discos en directo Live at the Whisky y Device, Voice, Drum, todos lanzados entre 1992 y 2002.
Como dato curioso, las canciones «Portrait (He Knew)» e «Icarus - Borne On Wings of Steel» fueron tituladas como «Portrait» e «Icarus I» respectivamente.

## Lista de canciones

### Disco compacto
| Side one |                        |                       |          |  |
| N.º      | Título                 | Escritor(es)          | Duración |  |
| 1.       | «Mysteries and Mayhem» | Kerry Livgren         | 8:25     |  |
| 2.       | «Portrait»             | Steve Walsh / Livgren | 5:38     |  |
| 3.       | «Down the Road»        | Kerry Livgren         | 5:51     |  |
| 4.       | «Black Fathom»         | Steve Walsh           | 5:54     |  |
| 5.       | «Freaks of Nature»     | Walsh / Phil Ehart    | 4:07     |  |
| 6.       | «Under the Knife»      | Steve Walsh           | 5:00     |  |
| 7.       | «I Can Fly»            | Steve Walsh           | 5:21     |  |
| 8.       | «Peaceful and Warm»    | Steve Walsh           | 6:47     |  |
| 9.       | «The Wall»             | Walsh / Livgren       | 5:30     |  |
| 10.      | «Cheyenne Anthem»      | Kerry Livgren         | 7:30     |  |
| 11.      | «Hold On»              | Kerry Livgren         | 4:15     |  |
| 12.      | «Dust in the Wind»     | Kerry Livgren         | 3:57     |  |

### DVD
| Side one |                        |                 |          |  |
| N.º      | Título                 | Escritor(es)    | Duración |  |
| 1.       | «Intro»                |                 | 0:16     |  |
| 2.       | «Belexes»              | Kerry Livgren   | 6:41     |  |
| 3.       | «Icarus II»            | Kerry Livgren   | 7:15     |  |
| 4.       | «Icarus I»             | Kerry Livgren   | 6:23     |  |
| 5.       | «Mysteries and Mayhem» | Walsh / Livgren | 4:54     |  |
| 6.       | «Portrait»             | Kerry Livgren   | 5:45     |  |
| 7.       | «Down the Road»        | Walsh / Livgren | 5:51     |  |
| 8.       | «Hold On»              | Kerry Livgren   | 4:18     |  |
| 9.       | «Dust in the Wind»     | Kerry Livgren   | 4:25     |  |

## Créditos
- Steve Walsh — voz y teclados
- Robby Steinhardt — voz, coros y violín
- David Ragsdale — violín y guitarra
- Rich Williams — guitarra acústica y guitarra eléctrica
- Billy Greer — bajo y guitarra acústica
- Phil Ehart — batería y percusiones
- Greg Robert — teclados